# نهائي كأس إسبانيا 1954
نهائي كأس إسبانيا 1954 وسُمي آنذاك نهائي كأس القائد العام هو النهائي رقم 52 في إطار بطولة كأس إسبانيا التي بدأت سنة 1902 ، جمعت المباراة النهائية ناديّ برشلونة وفالنسيا بتاريخ 20 يونيو 1954 في العاصمة الإسبانية مدريد وتمكن نادي فالنسيا من تحقيق البطولة بعد الفوز بنتيجة 3-0 .

## التفاصيل
| فالنسيا                                                                 | 3–0 | برشلونة                  |
| ----------------------------------------------------------------------- | --- | ------------------------ |
| أنطونيو فورتيس 14' 59' · مانويل بادينيز 57' · المدرب · خاسينتو كينكوثيس |     | المدرب فيرديناند داوتشيك |